# Borgen, Luleå
Borgen är en liten ö i Lule skärgård utanför byn Brändön i inloppet till Rånefjärden, belägen nordost om Sigfridsön. Ön har fått sitt namn på grund av sitt utseende.